# Stazione di Tarnone
La stazione di Tarnone, o del Tarnone, era una stazione ferroviaria posta sulla ferrovia Marmifera Privata di Carrara al servizio del bacino marmifero di Tarnone a Carrara, nell'area del parco naturale regionale delle Alpi Apuane. Era configurata come stazione di diramazione per i tracciati per Colonnata e Fantiscritti.

## Storia
La stazione venne inaugurata il 15 maggio 1890, in concomitanza all'apertura al servizio del secondo ampliamento della ferrovia.
Venne soppressa il 15 maggio 1964 a causa della chiusura dell'intera infrastruttura dovuta alla concorrenza del traffico su gomma.

## Strutture e impianti
L'impianto disponeva di un fabbricato di servizio dal quale si controllava tutta l'area ferroviaria, di un edificio per gli addetti che vi lavoravano e di tre binari, due tronchi propri dello scalo e un altro al servizio della diramazione per Colonnata. Da qui infatti si diramavano i tracciati per Ravaccione, lunga complessivamente 2 chilometri e mezzo circa comprendente la stazione di Fantiscritti, e per Colonnata, lunga 1,274 chilometri. Era presente anche un binario di salvamento posto su un ponte per frenare i convogli in arrivo; su quel binario la pendenza arrivava fino al 70 per 1000.
Successivamente alla soppressione la stazione, inizialmente abbandonata a se stessa, venne recuperata e restaurata. Sono anche stati preservati due tronchini, uno davanti al fabbricato di stazione ed un altro nei pressi della galleria per Ravaccione.

## Movimento
La stazione venne interessata, nei suoi anni di servizio, dal solo traffico merci in quanto sulla linea non si effettuava servizio passeggeri regolare.